# Об'єкт оподаткування
Об'єкт оподаткування — майно, товари, дохід (прибуток) або його частина, обороти з реалізації товарів (робіт, послуг), операції з постачання товарів (робіт, послуг) та інші об'єкти, визначені податковим законодавством, з наявністю яких податкове законодавство пов'язує виникнення у платника податкового обов'язку.